# Raffaele Garofalo
Raffaele Garofalo (Nápoles, 18 de noviembre de 1851 - Ib., 18 de abril de 1934) fue un jurista y criminólogo italiano, representante del positivismo criminológico, llamado en su tiempo la nueva escuela (Nuova Scuola). Fue profesor en la Universidad de Nápoles y senador. Acuñó, en 1885, el término criminología, en su obra "Criminología: estudio sobre el delito, sobre sus causas y la teoría de la represión".

## Biografía
Noble de nacimiento, pues tanto su padre, Giovanni, como su madre, Carolina, eran barones. A la temprana edad de 19 años obtuvo la Licenciatura en Derecho por la Universidad de Nápoles, accediendo a la carrera judicial en 1872. Ocupó diversos cargos en la fiscalía y la judicatura, así como en el Ministerio de Gracia y Justicia. El 4 de abril de 1909 fue nombrado senador por vez primera (repetiría en sucesivos periodos desde 1919 hasta su fallecimiento) y en 1921, miembro del Consejo Superior de la Magistratura. Entre sus muchos honores y condecoraciones destacan el de caballero gran cruz de la Orden de la Corona de Italia y caballero gran cruz de la Orden de los Santos Mauricio y Lázaro, y también el de comendador de la Legión de Honor.
En cuanto a su trayectoria científica e investigadora, estudió la literatura jurídica de países como Francia y especialmente, Alemania. Se adhirió a los principios de la escuela criminal positiva italiana, fundada por Cesare Lombroso. No obstante, y a diferencia de éste, que enfocaba sus estudios hacia los condicionantes fisiológicos que motivaban a los criminales; y de Enrico Ferri, que daba más importancia a los factores económicos y educativos; Garófalo entendía que la criminalidad se debía abordar igualmente desde una perspectiva psicológica y antropológica.
Sus teorías gravitaban en torno al concepto de "delito natural", que definió como "la lesión de aquella parte de los sentimientos altruistas fundamentales de piedad o probidad, en la medida media en que son poseídos por una comunidad, y que es indispensable para la adaptación del individuo a la sociedad". Fundamentaba la responsabilidad penal en la peligrosidad innata del delincuente, al que consideraba una "variedad" involucionada de la especie humana, incapaz de asimilar los valores de la sociedad. Defendía, de este modo, que la única forma de evitar el delito era eliminando los factores externos que dan pie a delinquir, estableciendo una relación causa-efecto entre circunstancias y criminalidad y dejando al margen el libre albedrío.
De ideales políticos conservadores (en su madurez abrazó el fascismo), defendía la pena de muerte y la eutanasia de los enfermos mentales.
Falleció en su ciudad natal en 1934.

## Obras destacadas
- Criterio positivo de la penalidad, Nápoles, 1880
- Criminología: estudio sobre el delito, sobre sus causas y la teoría de la represión, Turín, 1885
- Polémica en defensa de la Escuela Criminal Positiva (en colaboración con Cesare Lombroso, Enrico Ferri y Giulio Fioretti), Bolonia, 1886
- Reparación a las víctimas del delito, Turín, 1887